# Southbury
Southbury és una població dels Estats Units a l'estat de Connecticut. Segons el cens del 2005 tenia 19.677 habitants.

## Demografia
Segons el cens del 2000, Southbury tenia 18.567 habitants, 7.225 habitatges, i 4.833 famílies. La densitat de població era de 183,5 habitants/km².
Dels 7.225 habitatges en un 29% hi vivien nens de menys de 18 anys, en un 59,8% hi vivien parelles casades, en un 5,4% dones solteres, i en un 33,1% no eren unitats familiars. En el 29,8% dels habitatges hi vivien persones soles el 21,4% de les quals corresponia a persones de 65 anys o més que vivien soles. El nombre mitjà de persones vivint en cada habitatge era de 2,41 i el nombre mitjà de persones que vivien en cada família era de 3,02.
Per edats la població es repartia de la següent manera: un 22,8% tenia menys de 18 anys, un 3,3% entre 18 i 24, un 22,7% entre 25 i 44, un 25,1% de 45 a 60 i un 26,1% 65 anys o més.
L'edat mediana era de 46 anys. Per cada 100 dones de 18 o més anys hi havia 82,3 homes.
La renda mediana per habitatge era de 61.919 $ i la renda mediana per família de 81.109 $. Els homes tenien una renda mediana de 62.460 $ mentre que les dones 40.750 $. La renda per capita de la població era de 32.545 $. Aproximadament l'1,9% de les famílies i el 4,9% de la població estaven per davall del llindar de pobresa.